# Lamine Foura
Lamine Foura, né le 23 novembre 1969 à Alger, est un journaliste et une personnalité politique canado-algérienne. Il détient un diplôme d’ingénieur en génie mécanique de l'école nationale polytechnique d'Alger et une maîtrise en aérospatiale de l’école polytechnique de Montréal. Il possède également une licence en sciences islamiques de l'université d'Alger.  Il est le cofondateur du Congrès maghrébin au Québec. Son activisme politique vise surtout à concilier le projet de nation québécoise avec les aspirations des communautés musulmanes du Québec. Il est également journaliste , aussi fondateur et président d'un groupe média au service de la communauté maghrébine du Québec, Media Maghreb, ainsi qu'animateur de l'émission Ondes de choc ondes à Radio Moyen-Orient sur les ondes 1450 AM à Montréal.

## Biographie
Lamine Foura est né le 23 novembre 1969 à Alger, il est ingénieur,et journaliste,, il s'installe au Québec à partir de 1999 et il adhère au Parti québécois,. Il est également cofondateur du Congrès maghrébin au Québec. Il anime et collabore dans plusieurs émissions radios et tétés à Montréal, dont Taxi Maghreb sur les ondes de la Radio Centre Ville 102.3 FM, ainsi que La Caravane du Maghreb au Canal 14 CJNT  de Montréal, également collaborateur à BazzoTV de l'animatrice  Marie-France Bazzo durant 2006 et 2008.
Lamine Foura est fondateur et président d'un groupe média au service de la communauté maghrébine du Québec, Medias Maghreb, diffusant sur les ondes de Radio Moyen-Orient 1450 AM et 104.5 FM à Montréal et animateur de l'émission Ondes de choc ondes à  depuis 2007. en novembre 2020 , il se retire de la direction de Médias Maghreb  en cédant la place  à la relève. Lamine Foura a rejoint l'équipe du Centre Culturel Algérien (CCA) en 2001, devenu chargé des relations extérieures durant l'année 2002, en 2005, il a été aussi assistant de recherche du Groupe de recherche interdisciplinaire sur le Montréal religieux (GRIMER) à l'UQAM dont les résultats ont été publiés dans l'ouvrage le Québec après la commission Bouchard-Taylor. En 2007, il a été candidat aux élections législatives  algériennes pour la circonscription Amérique du Nord et Océanie pour le  RND . Il a aussi été membre de la table de concertation sur les questions de l’intégration de la Table Maghreb du Ministère de l’immigration et des communautés culturelles du gouvernement du Québec de 2003 à 2008
En 2014, il a fait partie du groupe de travail  pour prévenir le phénomène de radicalisation au Québec  mis en place par le premier ministre du Québec Philippe Couillard.En 2016 et dans le cadre du programme International Leadership visitor program (IVLP), il a été sélectionné par le gouvernement américain pour faire partie d'un groupe de leader canadien qui ont été invités  par le gouvernement américain pendant 3 semaines pour faire des rencontres avec les organismes étatiques et communautaires américains qui travaillent sur la prévention de la radicalisation chez les jeunes, afin, de partager les expériences, 
Au niveau professionnel, Lamine Foura a commencé sa carrière en Algérie entre 1994 à 1999 comme ingénieur au niveau de l'institut national de la formation professionnelle. de la société nationale de la navigation aérienne et de la société nationale d'électrice et du gaz (SONELGAZ)
En arrivant au Québec il a travaillé de 2000 à 2001 comme consultant PLM CAD CAM chez Dassault systèmes canada, en 2001 il rejoint Bombardier comme Ingénieur ou il a participé en autre au développement du programme d’Avion A220 (La Série C)
Dans le cadre du rachat du programme A220 par Airbus, Lamine Foura rejoint Airbus Canada en 2018 ou il occupe le poste de Directeur technologie de l’information  pour l’ingénierie pour l’Amérique du nord chez Airbus
Depuis avril 2023, Lamine Foura est membre du bureau fédéral et vice président chargé des relations publiques de Hockey Algeria ( Fédération algérienne de hockey sur glace)

### Prix et distinctions
- Novembre 2020 :  Médaille de l'Assemblée nationale [20]
- Janvier 2015: Lauréat de la 3e édition du top 20 de la diversité  du Québec Média Mosaïque[21].
- Février 2013 : Médaille du Jubilé de Diamant de la Reine Elizabeth II  pour sa contribution au service du Canada-Gouvernement du Canada.
- Janvier 2010 : Personnalité Maghrébine de l’année 2009 en reconnaissance pour le souci de promouvoir une image positive de la région du Maghreb - l’Alliance mondiale des marocains à l’étranger[22],[23].
- Novembre 2008: Prix Contribution Média communautaires hors du Commun pour les réalisations exceptionnelles au sein de la communauté algérienne du Canada -  Fondation Club Avenir[24].
- Mars 2008 :  Hommage Prix femme Arabe pour la contribution du rayonnement de la communauté arabe au Canada – Espace Femmes Arabes du Québec[4].